# Helixanthera kirkii
Helixanthera kirkii là một loài thực vật có hoa trong họ Loranthaceae. Loài này được (Oliv.) Danser mô tả khoa học đầu tiên năm 1933.